# Колхозник Переславщины
«Колхозник Переславщины» — советский средний танк Т-34-85 командира 35-й Слонимско-Померанской механизированной бригады подполковника Я. С. Задорожного, установленный в 1945 году на площади Победы польского города Чарнкува в качестве памятника на братской могиле советских воинов, погибших в боях в районе Чарнкува.
В 2006—2008 годах прошёл капитальный ремонт, в 2010 году был перенесён на новое место в городском парке. Перенос памятника и могилы имел противоречивые оценки в польской печати.

## История танка
Танк Т-34-85 под названием «Колхозник Переславщины» был построен в 1944 году на личные сбережения жителей Переславского района Ярославской области. Этот танк с бортовым номером 143 был командирской машиной Якова Степановича Задорожного — подполковника, командира 35-й Слонимско-Померанской механизированной бригады.
В январе 1945 года прошла Висло-Одерская операция. 35-я механизированная бригада подполковника Задорожного отличилась в боях за город Чарнкув. Вытеснив немецкие части из Чарнкува, советские войска номинально ступили на территорию Третьего рейха, поскольку до Второй мировой войны немецко-польская граница проходила по берегам реки Нотець. В ходе боёв в окрестностях деревни Штиглиц (которая в настоящее время входит в состав Чарнкува) 26 января 1945 года танк командира бригады, двигаясь в передовом отряде по улицам Штиглица, наткнулся на замаскированную немецкую батарею и был поражён в борт. От полученных ран подполковник Яков Степанович Задорожный умер в полевом госпитале 29 января 1945 года.
В декабре 1945 года танк подполковника Задорожного с надписью «Колхозник Переславщины» на башне был размещён на гранитном постаменте в центре города, где подполковник Задорожный просил себя похоронить. Приказ об установке танка-памятника отдал военный комендант Чарнкува старший лейтенант Тихов. Постамент для памятника построили пленные немецкие солдаты. На постаменте была сделана надпись: «Вечная слава героям, павшим в боях с врагом за свободу и счастье нашего народа. 1941—1945».
Танк является ценным историческим памятником, поскольку в Польше сохранились лишь единицы танков, произведённых непосредственно в годы Второй мировой войны. Большая часть экспонатов, показанных в польских музеях, построены уже в послевоенные годы.

## Технические данные
Средний танк Т-34-85 был произведён в сентябре 1944 года на Уральском вагоностроительном заводе в Нижнем Тагиле. Танк с массой 32 тонны имеет броневую защиту толщиной 45—60 мм и вооружение в составе 85-мм танковой пушки ЗИС-С-53 и двух 7,62-мм пулемётов ДТ. 12-цилиндровый дизельный двигатель В-2-34 мощностью 500 лошадиных сил позволяет танку развивать скорость до 55 км/ч при расходе топлива 270 литров на 100 км.
Танк был повреждён в ходе боевых действий в районе деревни Кузницы Чарнкувской (пол. Kuźnica Czarnkowska).

## Перенос останков советских воинов
Уже в момент установки на постаменте танк являлся не только памятником воинской славы советских солдат, но и памятником на братской могиле советских солдат, погибших в ходе боёв в районе Чарнкува. По разным источникам, у памятника были погребены от 250 до 288 советских воинов.
В начале марта 2006 года останки 203 солдат были эксгумированы и, по предложению соборного ксёндза Станислава Томалика (пол. Stanisław Tomalik), помещены в подземный склеп чарнкувского коллегиального собора. Мэр города Францишек Стругала заявил: «Мы наконец можем сказать, что война для нас закончилась». В июне того же года останки солдат были торжественно перенесены на городское кладбище Чарнкува. Панихиду совместно служили православный священник в Познани отец Павел Минаев и ксёндз собора Святой Марии Магдалины каноник Станислав Томалик. На похороны прибыл посол России Владимир Михайлович Гринин.
Вслед за прахом освободителей, примерно через неделю, с площади была убрана и боевая машина.
Горожане эмоционально отреагировали на эти события. В ходе обсуждения реконструкции площади Свободы (бывшей площади Победы), сложилось две точки зрения. Одни горожане были рады увеличению площади, появлению фонтана и пивных киосков, а также переносу праха солдат из центра города. Другие же восприняли реконструкцию площади как политический вандализм, а разрушение военных могил и вырубку каштановых деревьев — как инструменты этого вандализма. Волну протестов вызвало исчезновение с площади танка, который являлся символом и главным памятником города. В местных средствах массовой информации разгорелась дискуссия между сторонниками и противниками переноса памятника. В частности, журналист Станислав Засада в своей статье на сайте «Gość Niedzielny» приводил высказывание защитников памятника о недопустимости «топтания алтарей прошлого».

## Ремонт и перенос памятника
16 марта 2006 года

Танк-памятник Т-34-85 на центральной площади Чарнкува, до реставрации и переноса в городской парк

в 9 часов утра танк при помощи подъёмного крана был снят с исторического постамента, после чего на автомобильной грузовой платформе доставлен в городской Центр профессионального образования.
После демонтажа памятника городской совет решил оставить танк в Чарнкуве (девять членов совета поддержали это решение). Однако боевая машина нуждалась в ремонте. Повреждённый в боях танк за годы, проведённые на постаменте, пришёл в плохое техническое состояние: нужно было заделать внешние и внутренние трещины в корпусе, укрепить повреждённое взрывом днище, очистить поверхности, заменить ржавые элементы ходовой части, отремонтировать гусеницы, добавить необходимые внешние детали.
Муниципалитет Чарнкува объявил конкурс на капитальный ремонт боевой машины, в результате которого проведение работ было поручено городскому Центру профессионального образования. Ремонт танка производили сотрудники Центра — Э. Полёвчик, Т. Яворский, А. Яворский, З. Гросман, Я. Буковский, Л. Заваль, и преподаватели — М. Лишковский, В. Грабовский. Все работы документировал Р. Соколовский. За работой следили сотрудники Музея Войска Польского в Варшаве. В ходе реставрации пришлось воссоздать множество недостающих деталей, при этом проводились консультации со специалистами по военной технике. Жители и гости Чарнкува с одобрением отнеслись к реставрации танка, не жалея слов благодарности реставраторам и восхищаясь их работой.
В ремонт чарнкувского Т-34-85 было вложено свыше 100 тысяч злотых.

## Памятник сегодня
После ремонта танк Т-34-85, окрашенный в тёмно-зелёный цвет, был уставлен в городском парке на низком постаменте. Перед танком укреплена бронзовая табличка с надписью на польском языке:

 Демонстрируемый танк T-34 с декабря 1945 года по март 2006 года был установлен на площади Свободы в Чарнкуве, на которой было захоронено около 300 советских солдат, павших в боях в районе города во время Второй мировой войны.

В июне 2006 года по решению Городского совета останки солдат были эксгумированы и захоронены на военном участке Коммунального кладбища в Чарнкуве.

Танк был снят с постамента и отреставрирован в целях сохранения его для грядущих поколений как часть истории города.

Технические данные:

Танк Т-34 изготовлен в сентябре 1944 года на заводе в Нижнем Тагиле. Броня имеет толщину 45—60 мм. Оснащён 12-цилиндровым дизельным двигателем мощностью 500 л. с. Расход топлива 270 л на 100 км, достигаемая скорость 55 км/ч, запас хода 300 км. Вооружение: пушка 85 мм, два пулемёта калибра 7,62 мм.
Оригинальный текст (пол.)
Prezentowany czołg T-34 od grudnia 1945 roku do marca 2006 roku posadowiony był na Placu Wolności w Czarnkowie. Wokół niego pogrzebano ok. 300 żołnierzy radzieckich poległych w okolicznych walkach podczas II wojny światowej.
W czerwcu 2006 roku na mocy uchwały Rady Miasta ekshumowane szczątki żołnierzy pogrzebano w kwaterze wojennej na Cmentarzu Komunalnym w Czarnkowie.
Czołg zdjęto z postumentu i poddano konserwacji w celu zachowania dla pokoleń, jako cząstkę historii miasta.
Dane techniczne:

Czołg T-34 wyprodukowany we wrześniu 1944 roku w fabryce w Niżnym Tagile. Posiada pancerz o grubości 45—60 mm. Napęd stanowił silnik diesla 12 cylindrowy o mocy 500 KM. Zużywał 270 l paliwa na 100 km osiągając prędkość 55 km/h przy zasięgu 300 km. Uzbrojenie: armata 85 mm, dwa karabiny kalibru 7,62 mm.

## Возле памятника похоронены
Именитые советские солдаты и офицеры, захороненные у памятника:
- Задорожный, Яков Степанович (1912—1945) — советский танкист, гвардии подполковник, командир 35-й Слонимской механизированной бригады, Герой Советского Союза (посмертно)[4].
- Косарев, Владимир Алексеевич (1924—1945) — гвардии старший лейтенант, Герой Советского Союза.
- Макаров, Василий Иосифович (1907—1945) — гвардии подполковник, Герой Советского Союза.
- Шерман, Наум Соломонович — советский артиллерист, гвардии подполковник, командир 283-го гвардейского артиллерийского полка[17].

* Царегородцева, Ольга Арсентьевна (1923—1945) — рядовая, водитель.

### Сноски
1. ↑  В оригинале по-польски: E. Polowczyk, T. Jaworski, A. Jaworski, Z. Grosman, J. Bukowski, L. Zawal, M. Liszkowski, W. Grabowski, R. Sokołowski.

## Документы
- Список офицеров Советской армии, похороненных на территории уезда Чарнковского, страница 1 и страница 2. ОБД «Мемориал». 19.08.1947.